# 马玉海
马玉海（1931年1月—），回族，甘肃康乐人，中华人民共和国政治人物。

## 生平
1950年至1954年，任甘肃省康乐县清水乡政府文书、流川区区长。1953年3月，加入中国共产党。1954年至1955年，任甘肃省临夏专署监察处监察员。1955年至1964年，任中共甘肃省广河县委合作部部长、县委副书记，中共和政县委书记处书记，中共康乐县委副书记。1964年至1966年，在甘肃省临夏回族自治州农办工作，任自治州农机局副局长。1966年至1969年文化大革命中受冲击，下放“五七”干校劳动。1969年至1972年，任临夏回族自治州农机厂厂长。1972年至1980年，任中共甘肃省广河县委书记，中共康乐县委书记。1976年10月至1978年10月，担任康乐县县长。1980年至1982年，任临夏回族自治州副州长。1982年至1987年，任临夏回族自治州州长、临夏回族自治州委副书记。1987年5月至1989年3月，任临夏回族自治州人大常委会主任。1989年3月至1996年2月，任甘肃省人大常委会副主任。此外担任中共第十三届中央候补委员；十三届八中全会递补委员。